# سگ‌‌اردو
سِگ‌اِردو (به مجاری:  Szegerdő) یک منطقهٔ مسکونی در مجارستان است که در ناحیه مارتسالی واقع شده‌است. سگ‌‌اردو ۵٫۴۶ کیلومتر مربع مساحت و ۲۰۹ نفر جمعیت دارد.